# フランソワ・シャリエール
フランソワ・シャリエール (François Charrière, 1893年9月1日 - 1976年7月11日) は、1945年から1970年まで、 ローマ・カトリックのローザンヌ・ジュネーブ・フリブール司教区の司教であった。

## 来歴
フランソワ・シャリエールは、1893年9月1日に Cerniat 村の小作農の家に生まれた。彼はフリブールの Collège Saint-Michel で学び、次いでカプチン会の Collège de Stans にて1913年にバカロレアを取得した。次の4年間は司教区内の主要な神学校で学び、1917年7月15日に司祭に叙階された。最初の任地はローザンヌのノートル・デーム教区であり、ここで3年間務めた。この後聖トマス・アクィナス教皇庁立大学 にて学業を再開し、1923年に "De interdicto" と題したカノン法に関する論文で博士号を取得した。ローザンヌでしばし司牧したのち、1924年4月に当地の主要な神学校で倫理神学と社会学の教授となった。 彼は1929年から1938年にかけてカノン法を教授し、またそのうち数年間はフリブール大学でも教えた。彼の教職としての職務と並行して、彼は司教区の黙想会事務所および、特に若い女性たちに向けた慈善活動を導いた。彼はまたアジアおよび東欧への宣教活動を推進した。1941年にはおそらく当地のカトリック雑誌である La Liberté を指揮したと推定される。1944年にはカトリック・ニュース・サービス Katholische Internationale Presse Aktion (KIPA)のフランス語バージョンを設立した。
1945年10月20日に教皇ピオ12世が彼をローザンヌ・ジュネーブ・フリブール司教区の司教に任命した時、シャリエールは神学校で教えていた。 彼は駐スイス教皇庁大使であった Filippo Bernardini大司教より司教聖別を受けた。
1969年、フリブールでの在職期間も終わりかけており、引退年齢も超えていたのだが、シャリエールはマルセル・ルフェーブル大司教（既に第2バチカン公会議の成果に対する反対者として広く知られていた）に、シャリエールの司教区内である Écôneに神学校を建てる許可を与えた。1970年11月1日、シャリエールはルフェーブルの聖ピオ十世会を「試験的に」6年間「pia unio（敬虔な団体）」として設立し、フリブールの司教の介入を条件として、これをさらに6年間延長する法令を出した。 この法令では、聖ピオ十世会がこの12年間の後、当該司教区の司教またはローマ教皇庁から派遣された適切な人物によって 「完全に建てられることができる」ことが期待されていた。
フリブールの司教としての彼の任務は、77歳の時、1970年12月29日の後任者 Pierre Mamie の任命をもって終了した。
シャリエールは1976年7月11日に死去した。